# Yves Perrier
Yves Perrier (né en 1954) est une personnalité française du monde de la finance.
À partir de 1987, il est successivement directeur financier de la Société générale, membre du comité exécutif du Crédit lyonnais, membre du comité exécutif du Crédit agricole, directeur général délégué de Calyon devenu CACIB (banque d’investissement du Crédit agricole). À ce titre, il pilote l'intégration de la banque d'investissement du Crédit Lyonnais au sein de celle du Crédit agricole et supervise jusqu'à 2007 l'international, les métiers de financement, le brokerage et les fonctions support.
Architecte de la création d'Amundi par la fusion de CAAM et SGAM, Yves Perrier a impulsé le développement de la société, qui avec 2000 milliards d'euros d'actifs sous gestion est n°1 en France et dans le top 10 mondial. Yves Perrier conduit l'introduction en bourse de cette société en 2015. Depuis cette date, la capitalisation boursière a doublé. La croissance d'Amundi a été effectuée de manière organique et par des acquisitions, notamment Pioneer en 2016 et Lyxor en 2021.
Depuis avril 2023, il préside le Conseil d'Administration du groupe Edmond de Rothschild.

## Biographie

### Origines et formation
Yves Perrier naît en 1954 dans une famille de la vallée de l'Arve en Haute-Savoie. Son père est artisan et travaille dans le domaine du décolletage, secteur d'activité traditionnel de la région.
Après une classe préparatoire, il intègre l'ESSEC en 1973 à Paris. Il est également diplômé Expert-comptable.

### Carrière

#### 1977 à 2010
Il commence sa carrière professionnelle en 1977. Après dix années dans le domaine de l'audit et du conseil, il intègre en 1987 la Société générale dont il devient directeur financier en 1995. En 1999, après la bataille boursière entre Société générale, BNP et Paribas, il rejoint le Crédit lyonnais où il devient membre du comité exécutif chargé des finances, des risques et de l'inspection générale. En 2002, il pilote pour le Crédit lyonnais l'opération de fusion avec le Crédit agricole qui se conclut en 2003.
Au sein du groupe Crédit agricole, il devient membre du comité exécutif en 2003 et occupe diverses fonctions. De 2002 à 2004, il est directeur des risques et directeur général adjoint de la banque de financement et d'investissement (BFI) du groupe,. À ce titre, il opère la fusion des activités de BFI du Crédit lyonnais avec celles de Crédit agricole Indosuez, donnant lieu à la création en 2004 de Calyon (devenu CACIB) dont il devient directeur général délégué chargé des métiers de financement, du réseau international et des fonctions support,.
En 2007, il devient responsable du pôle « Gestion d'actifs et services aux institutionnels » du Crédit agricole. À ce titre, il prend la fonction de président-directeur général de Crédit agricole Asset Management (CAAM) et celle de président du conseil de surveillance de CACEIS. En 2009, il conduit l'opération de fusion entre les activités de CAAM et de SGAM (Société générale Asset Management), donnant naissance le 1er janvier 2010 à Amundi dont il devient directeur général. Amundi est alors détenue à 75 % par le Crédit agricole et à 25 % par Société générale.

#### Depuis 2010
Il conduit le développement d'Amundi dont les encours sous gestion passent de 670 milliards d'euros début 2010 à près de 2 000 milliards en 2017,,. Cette croissance s'effectue principalement à l'international, avec le développement de l'activité auprès de la clientèle institutionnelle et des réseaux bancaires autres que ceux des actionnaires. Elle traduit la stratégie mise en place visant à industrialiser les processus et à offrir des services aux différentes clientèles dans le cadre d’une organisation à la fois globale et locale. Cette approche se traduit par une efficacité et une rentabilité parmi les plus élevées du secteur : le coefficient d'exploitation d'Amundi, ratio entre les coûts et les revenus, s'établit ainsi à 52,5 % en 2015 pour une moyenne de 65 % pour le secteur. Cette stratégie se traduit également par plusieurs plans de réduction d'effectifs.
Sur la période de 2010-2020, le résultat net d'Amundi sera triplé et atteint 1,3 milliard d'euros en 2021.
En 2015, Yves Perrier supervise l'introduction en bourse du groupe. Il s'agit alors de la plus importante opération réalisée depuis plusieurs années à la bourse de Paris. Sur la période, la capitalisation boursière sera quasiment doublée. Il procède en 2017 à l'acquisition de Pioneer Investments, qui est la plus importante opération de croissance réalisée en Europe (3,5 milliards d’euros) et dont l'intégration a été réalisée avec succès en 18 mois.
En parallèle, Yves Perrier est nommé en 2015 directeur général adjoint de Crédit agricole chargé du pôle épargne, assurances et immobilier, tout en conservant la direction générale d'Amundi.
Le 10 mai 2021, il quitte ses fonctions de directeur général d’Amundi et de directeur général adjoint du Crédit agricole et est nommé président du conseil d’administration d’Amundi. Il est remplacé par Valérie Baudson dans ses fonctions précédentes.
En février 2021, il conclut l’acquisition de Lyxor, filiale de gestion d’actifs de la Société générale. Cette opération permet à Amundi de devenir le deuxième acteur en Europe de gestion passive .
En février 2023, il transmet, à l'issue de la période transitoire prévue, la présidence d'Amundi à Philippe Brassac, directeur général du groupe Crédit Agricole. Cette présidence devient effective à la suite de l'assemblée générale de mai.
En avril 2023, il est nommé Président du Conseil d'Administration du groupe Edmond de Rothschild.

### Initiatives et publications
À partir de juin 2010, il devient président du collège des investisseurs institutionnels de Paris Europlace. À ce titre, il rédige un rapport sur l'épargne en 2010 intitulé « Le développement de l'épargne longue ». Il est nommé vice-président de l'association le 26 juin 2018.
Le 19 mai 2015, il devient président de l'Association française de la gestion financière (AFG), prenant la succession de Paul-Henri de La Porte du Theil,. Le 30 mai 2017, il devient président d'honneur de l'association et transmet à Eric Pinon la fonction de président.
En 2020, il est coprésident, avec Jean-Dominique Senard, du groupe de travail créé par l'Institut Montaigne et le Comité Médicis, donnant lieu à la publication d'un rapport intitulé Le capitalisme responsable : une chance pour l'Europe,. Dans ce document, les deux hommes appellent l'Europe à devenir le continent du « capitalisme responsable », en mettant l'accent sur les financements de long terme et la création d'un cadre juridique commun en réaction à la crise économique liée à la pandémie de Covid-19.
Il établit également avec Jean-Dominique Senard et dans le cadre de l’Institut Montaigne un rapport intitulé Partage de la valeur : salariés, entreprises, tous gagnants qui recommande le développement de l’intéressement et de la participation.
En avril 2022, le ministre des Finances Bruno Le Maire lui confie une mission de coordination des acteurs financiers en France dans leur application de l’Accord de Paris.
À la suite de ce rapport il crée l’Institut de la finance durable, qui réunit entreprises et institutions financières et autorités de tutelle, pour mettre en œuvre les actions préconisées dans le rapport et le comité de financement de la transition écologique dont la mission principale est d’élaborer le plan de financement pour la France.
En mai 2023, il publie avec François Ewald un ouvrage intitulé «Quelle économie politique pour la France ?» aux éditions de l'Observatoire.

### Rémunération
Sa rémunération atteint trois millions d'euros en 2018, dont un million d'euros de rémunération fixe et deux millions d'euros de rémunération variable. Le Financial Times dédie en 2018 un article à la rémunération des directeurs des principales sociétés de gestion dans le monde et observe que la rémunération d'Yves Perrier est l'une des plus basses du secteur.
En 2020, dans le contexte de la pandémie de Covid-19, il renonce à 50 % de sa rémunération variable (« bonus ») due au titre de 2019, soit un million d’euros, au profit d'un fonds de solidarité en faveur des personnes âgées fragilisées par la maladie ou le confinement.

## Distinctions
- Officier de la Légion d'honneur[36]
- Officier de l'ordre national du Mérite[37]
- Reçoit le prix « European Asset Management Personality of The Year » par Funds Europe magazine en 2010[38]
- Reçoit le prix « CEO of the Year » par Financial News en 2017[39]
- Nommé parmi les « Stratèges de l'année » par Les Échos en 2017[37]
- Reçoit le prix « European Outstanding Achievement » par Funds Europe magazine en 2018[40]
- Reçoit le prix « CEO of the Year » décerné aux Investment Excellence Awards 2019 organisées par Global Investor Group[41]
- Récompensé pour son travail à la tête d'Amundi par la rédaction de Financial News à l'occasion des Asset Management Awards 2021[42]
- Il est nommé Financier de l’année en décembre 2022 par l’Association nationale des docteurs en économie (ANDESE) pour l’acquisition de Lyxor et son action dans le développement d’Amundi[43].